# Список переименованных населённых пунктов Пензенской области
В данном списке приведены населённые пункты, расположенные согласно современному административно-территориальному делению в Пензенской области России, название которых изменялось.

## Б
- Чембар → Белинский (1948)[1]
- Татарская Таракановка → Белозерка (сельский населённый пункт)[2]
- Донгузлей → Березовка (сельский населённый пункт)[2]

## В
- Керенск → Вадинск (сельский населённый пункт)[3]
- Сапеловка → Вишняки (сельский населённый пункт)[2]
- Дурасовка → Вязовка (сельский населённый пункт)[2]

## Д
- Погорелый Чирчим → Джалилово (сельский населённый пункт)[2]

## З
- Наркомзем → Залесье (сельский населённый пункт)[2]
- Говендяевка → Заречная (сельский населённый пункт)[2]
- Хлыстовка → Заречная (сельский населённый пункт)[2]
- Затмиловка → Заречный (сельский населённый пункт)[2]
- Неяловка → Заречный (сельский населённый пункт)[2]
- Нехотеловка → Зеленый Луг (сельский населённый пункт)[2]

## К
- Нарышкино → Труево → Кузнецк[4]
- Центральная усадьба совхоза «Пятилетка» → Красная Горка (1996)[5]

## Л
- Тарханы → Лермонтово (сельский населённый пункт)[6]
- Батрак → Лесной (сельский населённый пункт)[2]
- Монастырщино → Луговая (сельский населённый пункт)[2]

## М
- Дурасовка → Малиновка (сельский населённый пункт)[2]
- Русский Сыромясс → Маркино (сельский населённый пункт)[2]
- Русско-Сыромясские выселки → Маркинские выселки (сельский населённый пункт)[2]
- Голодяевка → Междуречье (сельский населённый пункт)[2]

## Н
- Кирее-Грязнуха → Новая (сельский населённый пункт)[2]

## О
- Разореновка → Октябрьская (сельский населённый пункт)[2]
- Могилки → Октябрьское (сельский населённый пункт)[2]

## П
- Хлысты → Первомайская (сельский населённый пункт)[2]
- Центральная усадьба совхоза «Пограничный» → Пограничное (Пензенская область) (1996)[5]
- Свинуха → Подгорное (сельский населённый пункт)[2]
- Лачужный → Подлесный (сельский населённый пункт)[2]

## Р
- Брюховка → Родники (сельский населённый пункт)[2]
- РО «Сельхозтехника» → Родниковский[5].

## С
- Дворяне → Садовая (сельский населённый пункт)[2]
- Дурасовка → Садовое (сельский населённый пункт)[2]
- Безобразовка → Сосновка (сельский населённый пункт)[2]
- Жадовка → Сосновка (сельский населённый пункт)[2]
- Мертовщина → Сосновка (сельский населённый пункт)[2]
- Богданово → Богданово-Спасское → Спасск (1779, город) → Беднодемьяновск (1925) → Спасск (2005)[7]
- Грязевка → Степная (сельский населённый пункт)[2]
- Никольский Хутор → Сурск (1953, город)[8]

## Х
- Центральная усадьба совхоза «Хопёр» → Хопёр (село) (1996)[5]

## Ч
- Грязевка → Черемушки (сельский населённый пункт)[2]

## Я
- Жадовка → Яблочково (сельский населённый пункт)[2]

## Источник
- Е. М. Поспелов. Имена городов: вчера и сегодня (1917—1992): Топонимический словарь. — Москва: Русские словари, 1993. — 249 с.
- Смолицкая Г. П. Топонимический словарь Центральной России. — Москва: Армада-пресс, 2002. — 416 с.